# TharnType: The Series
《TharnType: The Series》는 2019년 10월 7일부터 2020년 1월 6일까지 방송되었던 태국의 드라마이다.